# Роджер Биго

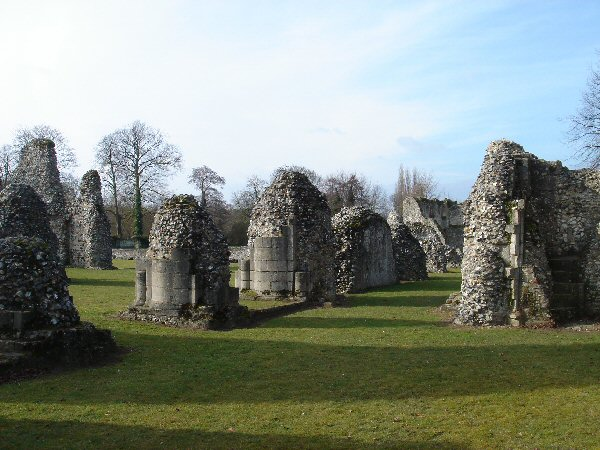
Руины монастыря Тетфорд, основанного Роджером Биго

Роджер Биго́ (англ. Roger Bigod или Bigot; ум. 1107) — нормандский рыцарь, участник нормандского завоевания Англии в 1066 г., основатель дворянского рода Биго — будущих графов Норфолк.

## Биография
Роджер Биго, очевидно, происходил из относительно незнатной нормандской семьи. По всей видимости, его отец Роберт Ле-Биго был бедным малоземельным или вообще безземельным рыцарем. По свидетельству Вильгельма Жюмьежского, Роберт Ле-Биго был настолько беден, что решил отправиться искать счастья в Апулию, где в то время Роберт Гвискар создавал нормандское княжество на отвоёванных у арабов и византийцев землях. На отъезд, однако, он не получил разрешения своего сюзерена Гийома Герлана, графа де Мортена. По легенде, когда Роберту Ле-Биго стало известно о заговоре Гийома Герлана против герцога Вильгельма, он сообщил об этом приближённым герцога. Заговорщики были жестоко наказаны, а Роберт получил доступ ко двору Вильгельма Завоевателя.
В 1066 г. Роберт Ле-Биго и его сын приняли участие во вторжении Вильгельма в Англию. Роджер сражался в битве при Гастингсе, а затем в 1069 г. вместе с Ральфом II отразил попытку высадки датского флота Свена Эстридсена у Ипсуича. За свою службу Роджер получил обширные владения в Восточной Англии. Согласно данным «Книги Страшного суда» в 1086 г. Роджеру принадлежало 6 маноров в Эссексе, 116 в Суффолке и 187 в Норфолке. Центром его владений первоначально был Тетфорд в Норфолке, где Роджер основал монастырь, позднее перешедший в подчинение клюнийского ордена. В 1101 г. с разрешения короля Генриха I он построил замок Фрамлингем в Суффолке, который служил резиденцией дома Биго на протяжении последующих двух веков. Ещё одним замком Роджера стал Банги в северном Суффолке.
После падения Ральфа II, графа Восточной Англии, в 1074 г. Рожер был назначен шерифом Норфолка и Суффолка, а также получил некоторые из конфискованных бывших владений Ральфа. В некоторых исследованиях на этом основании Роджер иногда именуется графом Норфолка, хотя сведений о пожаловании ему такого титула королём нет. В 1088 г. Роджер Биго присоединился к восстанию англонормандских баронов против нового короля Вильгельма II. Подвергались ли временной конфискации владения Роджера после подавления этого мятежа не известно. В 1100 г. Роджер упомянут как один из свидетелей подписания королём Генрихом I хартии вольностей английскому духовенству и аристократии.
Роджер Биго скончался 9 сентября 1107 г. в Норидже. После его смерти между епископом Нориджа и монахами Тетфордского монастыря разгорелся спор за право захоронения его останков. Монастырь, основанный Роджером, претендовал на статус усыпальницы членов дома Биго, однако, по легенде, епископ под покровом ночи выкрал тело Роджера и перевёз его в Норидж. Похоронен в Нориджском соборе.

## Брак и дети
Жена: Аделиза де Тосни, дочь Роберта де Тодени, сестра и наследница Вильгельма де Тосни, лорда Бильвера. Их дети:
- Вильгельм Биго (ум. 1120), сенешаль Англии, унаследовал владения своего отца и должность шерифа Суффолка, погиб во время кораблекрушения «Белого корабля» у берегов Нормандии;
- Гуго Биго (1095—1177), 1-й граф Норфолк (с 1140), женат первым браком (до 1140) на Юлиане де Вер, дочери Обри де Вера II, вторым браком на Гундраде де Бомон, дочери Роджера де Бомона, 2-го графа Уорика;
- Хэмфри Биго (ум. после 1113), капеллан короля Генриха I;
- Гуннора Биго (ум. до 1137), замужем первым браком за Робертом Фиц-Свеном, лордом Рейли, вторым браком за Хамо де Сент-Клер;
- Сесилия Биго, замужем за Уильямом д'Обинье Брито, судьёй при короле Генрихе I. Их потомки унаследовали сеньорию Бильвер в Лестершире;
- Матильда Биго (ум. до 1133), замужем за Уильямом д'Обиньи «Пинцерной», дворецким короля Генриха I и внуком Вильгельма де Альбини, участника нормандского завоевания Англии. Их потомки носили титул графов Арундел.